# Гайд-Парк (селище, Вермонт)
Гайд-Парк (англ. Hyde Park) — селище (англ. village) в США, в окрузі Ламойлл штату Вермонт. Населення — 410 осіб (2020).

## Географія
Гайд-Парк розташований за координатами 44°35′57″ пн. ш. 72°36′30″ зх. д. / 44.59917° пн. ш. 72.60833° зх. д. (44.599087, -72.608359).  За даними Бюро перепису населення США в 2010 році селище мало площу 3,01 км², з яких 3,00 км² — суходіл та 0,01 км² — водойми.

## Демографія
Згідно з переписом 2010 року, у селищі мешкали 462 особи в 194 домогосподарствах у складі 128 родин. Густота населення становила 153 особи/км².  Було 216 помешкань (72/км²).
Расовий склад населення:
| - 95,0 % — білих - 1,1 % — чорних або афроамериканців - 0,9 % — азіатів - 0,2 % — корінних американців - 1,3 % — осіб інших рас |

До двох чи більше рас належало 1,5 %. Частка іспаномовних становила 0,2 % від усіх жителів.
За віковим діапазоном населення розподілялося таким чином: 26,0 % — особи молодші 18 років, 61,7 % — особи у віці 18—64 років, 12,3 % — особи у віці 65 років та старші. Медіана віку мешканця становила 38,0 року. На 100 осіб жіночої статі у селищі припадало 90,1 чоловіків;  на 100 жінок у віці від 18 років та старших — 85,9 чоловіків також старших 18 років.
Середній дохід на одне домашнє господарство  становив 62 877 доларів США (медіана — 61 250), а середній дохід на одну сім'ю — 76 244 долари (медіана — 81 071). Медіана доходів становила 46 667 доларів для чоловіків та 31 000 доларів для жінок. За межею бідності перебувало 11,7 % осіб, у тому числі 18,0 % дітей у віці до 18 років та 11,5 % осіб у віці 65 років та старших.
Цивільне працевлаштоване населення становило 268 осіб. Основні галузі зайнятості: освіта, охорона здоров'я та соціальна допомога — 20,9 %, роздрібна торгівля — 18,3 %, мистецтво, розваги та відпочинок — 11,6 %, виробництво — 11,2 %.